# دانييل أمبروسيو
دانييل أمبروسيو هو سياسي مكسيكي، ولد في 16 مارس 1968 في ولاية واهاكا في المكسيك. نشط حزبياً في الحزب الثوري المؤسساتي. وقد انتخب عضو مجلس النواب المكسيك ‏.